# Fédération guinéenne de handball
La Fédération guinéenne de handball (anglais : Guinean Handball Federation, en abrégé : FGHB) est l'organe d'administration et de contrôle du handball et du beach handball en république de Guinée.
Fondée en 1972, la FGHB est membre de la Confédération Africaine de Handball (CAHB) et de la Fédération Internationale de Handball (IHF),.